# Bolinho de bacalhau

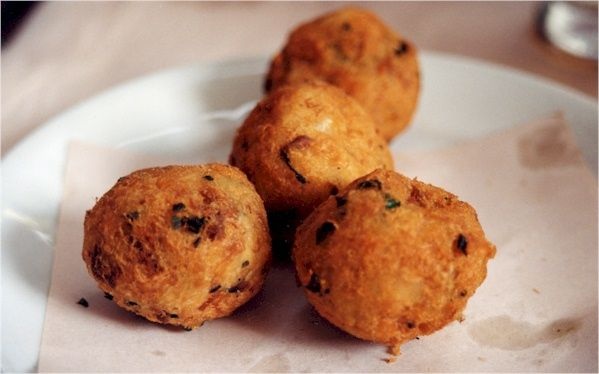
Um prato com bolinhos de bacalhau.

Pasteis de Bacalhau, ou Bolinhos de Bacalhau são uma especialidade da gastronomia portuguesa, sendo também muito populares em Angola e no Brasil.
No centro e sul de Portugal são conhecidos por pastéis de bacalhau e, no norte, por bolinhos de bacalhau.
O pastel de bacalhau  foi um dos candidatos finalistas às 7 Maravilhas da Gastronomia portuguesa.

## Origem geográfica
Dentro de Portugal, é do consenso de historiadores gastronómicos portugueses, como Maria de Lurdes Modesto, Maria Emília Cancella de Abreu  e Alfredo Saramago que a receita tradicional dos pasteis de bacalhau será originária da região do Minho.

## História

### Ingredientes principais
Sendo certo que se tem formado, na historiografia moderna, o consenso de que as batatas terão chegado a Portugal ainda no século XVI, provenientes da Galiza, tendo sido primeiramente cultivadas em Trás-os-Montes, passando subsequentemente para o Minho e Beiras e mais tarde, também, para o vale do Sado. Só posteriormente, em 1705, é que surge o primeiro registo comercial conhecido da compra de batatas, feito pelo Seminário de Viseu. O historiador Mota Tavares defende que o facto de a batata se tratar de um cultivo de horta, à escala familiar, terá levado a que se fizessem poucos registos a seu respeito, preterindo-se a sua importância até ao séc. XVIII.
Do que toca ao bacalhau, são escassos e incertos os registos anteriores, crê-se que o consumo do bacalhau terá começado em Portugal no século XIV, havendo registo de tratados de comércio entre Portugal e Inglaterra, em que Portugal trocava Sal por Bacalhau.  Contudo, foi só no século XVII que se generalizou o consumo de bacalhau em Portugal.

### Percursores
As primeiras receitas escritas e compiladas que servirão de precursoras do pastel de bacalhau despontam já no séc. XIX, mas será só no início do séc. XX que a receita se começa a consolidar naquilo que é hoje em dia.
Com efeito, em 1795, a Academia das Ciências entrega a medalha de ouro a D.ª Teresa de Sousa Maciel, e outros reconhecidos botânicos da época, pela sua frutuosa produção de batata, em Vilarinho de São Romão. Terá  sido o filho desta, o visconde de Vilarinho de São Romão, quem publicará em 1841, no tratado culinário intitulado « Arte do Cozinheiro e do Copeiro», a primeira receita, sob o nome de «Bolinhos de bacalhau» contudo, convém salientar que esta se aproximava mais do conceito moderno das pataniscas.
Sucedem-lhe outras receitas, com pequenas variações, denominadamente os «pastelinhos fritos de bacalhau à holandeza» e «pastelitos de bacalhau», mencionados em 1876, na obra «Arte de Cosinha» de João da Matta, se bem que a primeira receita se destacava por conter queijo ralado e a segunda, por não ser frita, mas antes por se cozer no forno.
De 1889 e 1908, volta a ressurgir com o nome «bolos de bacalhau» nos menus da família real portuguesa, embora não conste relato da sua forma de confeccção.
A alusão à fritura dos pastéis de bacalhau à portuguesa só surge numa receita compilada numa publicação oficial de 1903, da autoria de J.M. Sousa Pereira, intitulada «A Cozinha Moderna». Todavia, esta receita distância-se da concepção moderna de pastel de bacalhau, porquanto a fritura era feita em banha de porco.

### Receita moderna
A primeira receita moderna ds pasteis aparece compilada em 1904, no livro «Tratado de Cozinha e da Copa», de Carlos Bandeira de Melo, sob o nome de «bacalhau em bolos enfolados».
Carlos Bandeira de Melo tratava-se de um oficial do exército português, que usava o pseudónimo Carlos Bento da Maia.
| “ | (…) Toma-se o bacalhau cozido, limpa-se de peles e espinhas, mistura-se com batatas cozidas e bastante salsa cortada em pedaços, e passa-se tudo pela máquina de picar. O polme resultante liga-se com leite e gemas de ovos e tempera-se com um pouco de sal fino e pimenta em pó. Bate-se a massa, à qual juntam-se as claras de ovos, previamente batidas em castelo, liga-se tudo rapidamente, tira-se a massa às colheradas, que tendem, fazendo-se passar de uma para outra, (as colheres molham-se no azeite fervente em que os bolos hão de ser fritos) e, em seguida e sucessivamente, põe a frigir. O azeite deve ser abundante, para que os bolos mergulhem nele sem tocar o fundo. Tiram-se do azeite com uma colher crivada e põem-se a escorrer. (…) | ” |

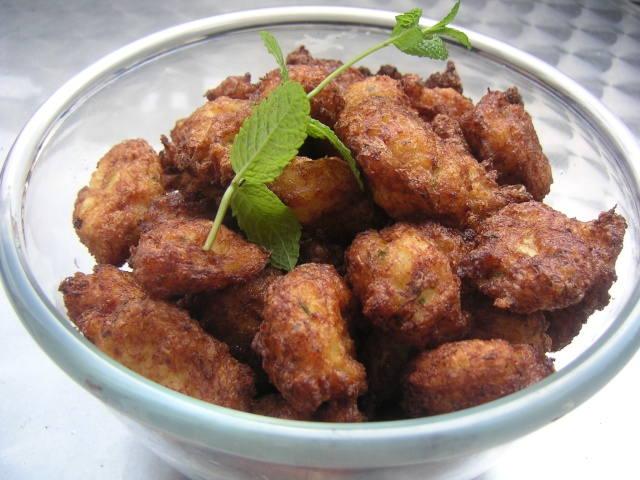
Bolinhos de bacalhau caseiros.

Apesar de indicar o modo de preparo e os ingredientes, o autor foi omisso em relação à proporção dos ingredientes, no entanto, esta descrição serviu como base para as variações da receita existentes até os dias de hoje.

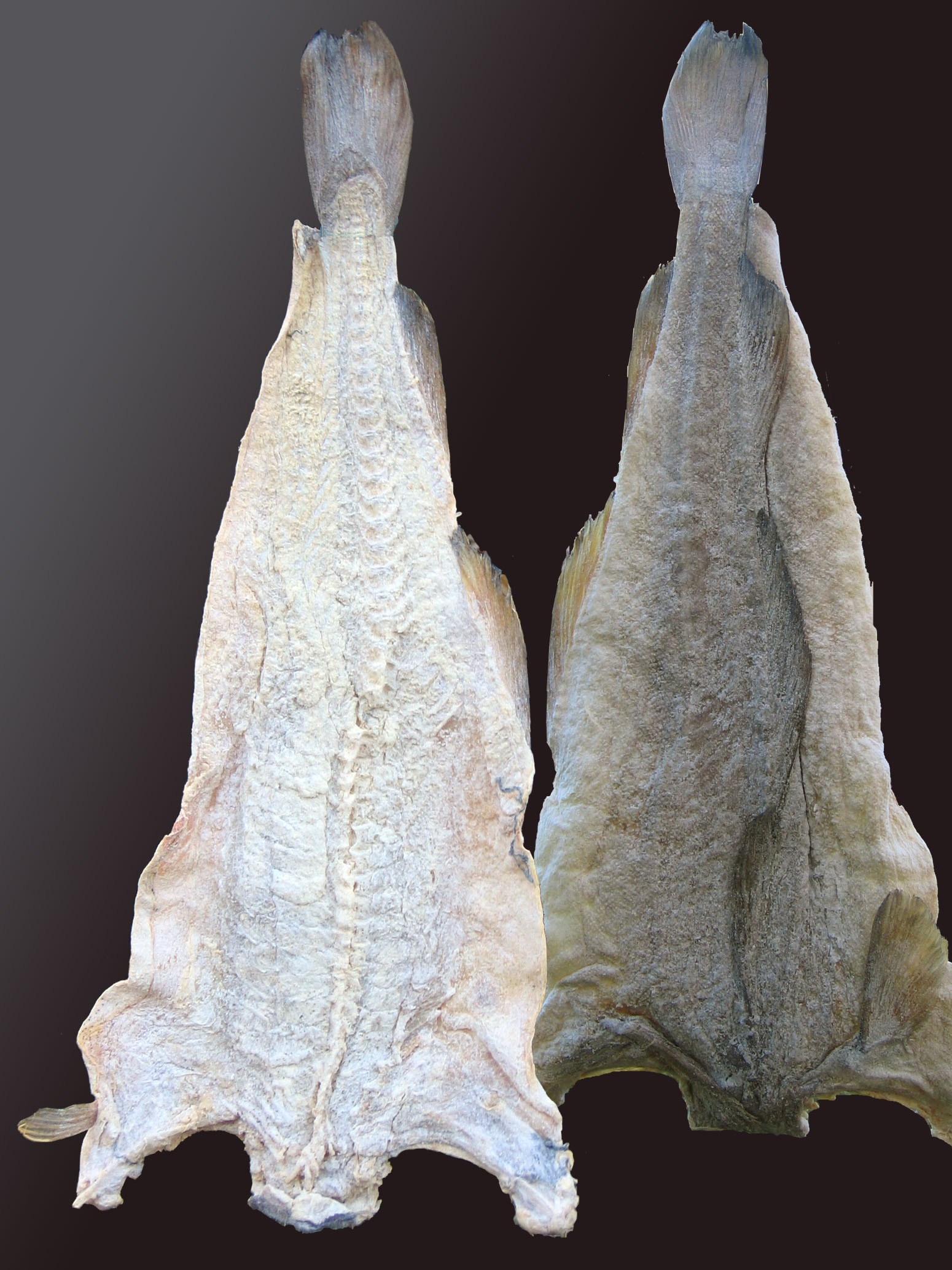
Bacalhau seco.

## Variantes
Em França, reputa-se uma origem guadalupenha (na língua indígena da ilha são acras) para esta receita, sendo que os pastéis são ligeiramente picantes.
Na Catalunha são muito populares, não contêm picante e costumam ser fritos em azeite. Em ambos os lugares, são feitos com bacalhau demolhado e desmigado (exqueixat) misturado com uma massa típica de pasteis (água ou leite, farinha, ovos) juntando alho, salsa e às vezes também cebola picada. Também se costumam comer como aperitivo ou petisco, em pratos de frituras variadas ou como acompanhamento em pratos combinados. A esta variante com massa de farinha, em Portugal, chama-se patanisca ou isca de bacalhau.
Recentemente têm surgido em Portugal, versões mais criativas do tradicional petisco, como pastéis de bacalhau recheados com queijo da Serra da Estrela.

### Pastel de bacalhau brasileiro
No Brasil também pode ser encontrada uma variante que apesar de ter o nome de "pastel de bacalhau", similar ao nome utilizado em parte de Portugal e nos PALOP para o bolinho de bacalhau, é ligeiramente diferente, se referindo a um pastel semelhante à empanada latino-americana que consiste de uma massa recheada com algum ingrediente e frita, neste caso específico, com recheio de bacalhau.